# Szlak Lenina
Szlak Lenina – nazwa szlaku turystycznego (wolnościowego) w polskich Tatrach prowadzącego niegdyś z Zakopanego przez Zawrat do Morskiego Oka, a następnie przez Rusinową Polanę do Muzeum Lenina w Poroninie. Został wyznaczony i oznakowany jesienią 1952 r. przez członków Koła Przewodników Tatrzańskich i upamiętniał trasę przebytą jakoby przez Włodzimierza Lenina w latach 1913–1914. Nazwa nie trafiła do powszechnego użycia, a leninowskie oznakowanie szlaku było niszczone przez turystów i górali.
Szlak prowadził z Zakopanego przez Kuźnice, Boczań, Wysokie, Diabełka, Przełęcz między Kopami, Królową Rówień, Halę Gąsienicową, Kamień Karłowicza, Czarny Staw Gąsienicowy, Zawratowy Żleb, Zawrat, Wyżnie Solnisko, Niżnie Solnisko, Nowe Solnisko, Dolinę Pięciu Stawów Polskich, Świstową Czubę, Świstówkę Roztocką, Rówień nad Kępą, Opalone do Morskiego Oka, a stamtąd Doliną Rybiego Potoku, wzdłuż Rybiego Potoku, przez Włosienicę, Wodogrzmoty Mickiewicza, Polanę pod Wołoszynem, Rusinową Polanę, Goły Wierch Rusinowy, Wierchporoniec, Głodówkę, Bukowinę Tatrzańską i Stasikówkę do Muzeum Lenina w Poroninie.